# Oculudentavis

Розмір обох зразків у порівнянні з долонею людини, колібрі-бджолою та Brookesia micra

Oculudentavis — викопний рід плазунів, що існував близько 99 млн років тому. Череп у бірманському бурштині знайдено у північному Качині (штат М'янми). Описано один вид — Oculudentavis khaungraae. Спершу його віднесли до птахів, але потім ряд вчених розкритикував цю гіпотезу, вказавши на риси, притаманні ящіркам.